# Marjan Mrmić
Marjan Mrmić (wym. [marjan mr̩mitɕ]; ur. 6 maja 1965 roku w Sisaku) – chorwacki piłkarz grający na pozycji bramkarza i trener piłkarski. Z reprezentacją Chorwacji, w której barwach rozegrał 14 meczów, zdobył brązowy medal na mistrzostwach świata 1998 (jako rezerwowy). W drugiej połowie lat 90. był zmiennikiem Dražena Ladicia w reprezentacyjnej bramce. Obecnie szkoli swoich następców w Varteksie Varaždin.

## Kariera piłkarska
Przez większą część kariery grał w Cibalii Vinkovci i Varteksie Varaždin. Od 1995 do 1998 roku występował w Beşiktaşu JK. Karierę zakończył w 2000 roku w barwach belgijskiego Royal Charleroi.

## Sukcesy piłkarskie
- Puchar Turcji 1998 i Superpuchar Turcji 1998 z Besiktasem Stambuł

W reprezentacji Chorwacji od 1995 do 1999 roku rozegrał 14 meczów – brązowy medal Mistrzostw Świata 1998 (jako rezerwowy) oraz start w Euro 1996 (ćwierćfinał, 1 mecz).

## Odznaczenia
- Order Chorwackiej Plecionki (1998)[1]
- Order Chorwackiej Jutrzenki w kategorii sport (2018)[2]